# Porcelandia
Porcelandia fue un programa humorístico protagonizado por Jorge Porcel (1936-2006), que se emitió entre los años 1973 y 1975 por Canal 13. Tuvo dos reediciones, en 1977 y 1984.

## Descripción
Porcelandia se destacó por varios sketchs como
- «El Padrino» ―parodia del capomafia personificado por el actor Marlon Brando en la película El Padrino
- «Los gauchos» ―con Porcel como Rudecindo y Diana Maggi como Paloma―
- «El Sorro» ―parodia de la serie televisiva El Zorro, de Guy Williams―
- «El cartero»
- «Los mexicanos»
- «El canillita».

## Elenco
- Jorge Porcel
- Diana Maggi
- Beto Gianola
- Ricardo Lavié
- Beba Bidart
- Susana Brunetti
- Beba Granados
- Emilio Vidal
- Chico Novarro
- Norman Erlich

### Ficha técnica
- Libro: Jorge Basurto
- Dirección musical: Raúl Parentella
- Coreografía: Daniel Fernández
- Vestuario: Guillermo Blanco
- Escenografía: Seijas
- Iluminación: Francisco Palau
- Asistente de dirección: Eugenio O´Higgins
- Producción: Jorge Basurto
- Dirección: Edgardo Borda

## Versiones
En 1977 ―en plena dictadura de Videla (1976-1983)― Porcelandia regresó por Canal 13 con el nombre Porcelandia Show.

En 1984 volvió a regresar con un elenco renovado que incluía a Chico Novarro y Norman Erlich. En el segmento musical del programa, Porcel cantaba una canción.